# Feyerharm Knoll
Der Feyerharm Knoll ist ein 2595 m hoher Nebengipfel des Mount Sidley in der Executive Committee Range des westantarktischen Marie-Byrd-Lands. Er ragt am Nordwesthang dieses Schildvulkans auf.
Der United States Geological Survey nahm 1959 Vermessungen vor. Das Advisory Committee on Antarctic Names benannte ihn 1962 nach dem Meteorologen William R. Feyerharm (* 1934), der 1960 auf der Byrd-Station tätig war.